# Reiu (rivière)
La rivière Reiu (en estonien : Reiu jõgi) est une rivière qui s'écoule en Lettonie et en Estonie.

## Présentation
La rivière Reiu traverse le territoire de la commune de Staicele du novads d'Aloja en Lettonie et les municipalités de Saarde, Häädemeeste et Pärnu dans le comté de Pärnu en Estonie.
La rivière Reiu est un affluent gauche du fleuve Pärnu. 
La longueur de la rivière Reiu est de 73 km, la superficie de son bassin versant est de 917 km² et son débit moyen est de 17,3 m³/s.
La rivière Reiu est située dans les plaines de Pärnu. 
Elle part du lac Soka en Lettonie et se jette dans le fleuve Pärnu à 9,1 km de son embouchure.
La rivière a de nombreux affluents, dont la plupart coulent de la rive droite : le ruisseau Veelikse (11 km), le ruisseau Jurga (8 km), le ruisseau Külge (18 km), le ruisseau Kalita (11 km), la rivière Humalaste (14 km), le ruisseau Sigaste (11 km), ruisseau Surju (17 km), rivière Lähkma (40 km), Vaskjõgi (26 km) et rivière Ura (50 km).

## Galerie

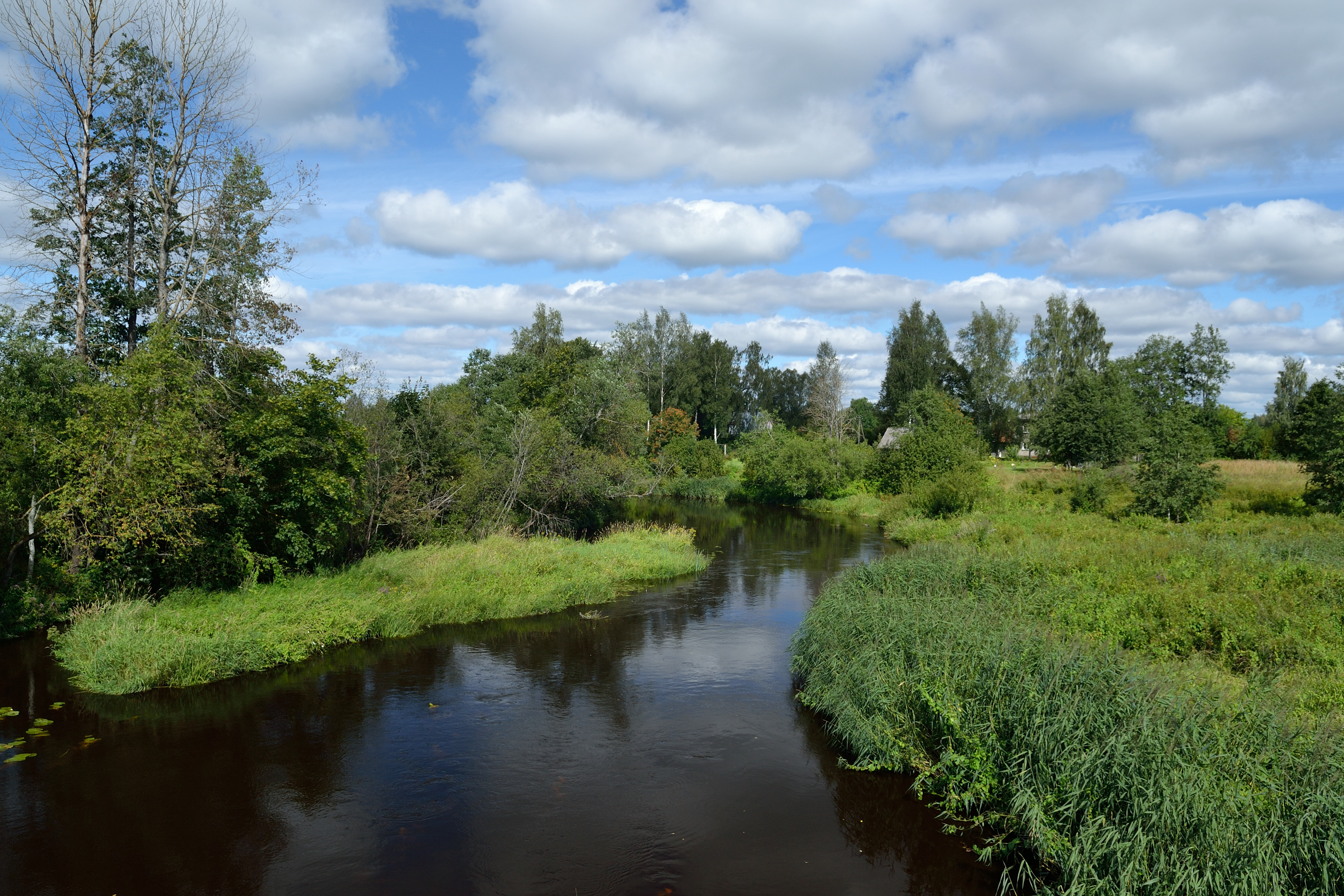
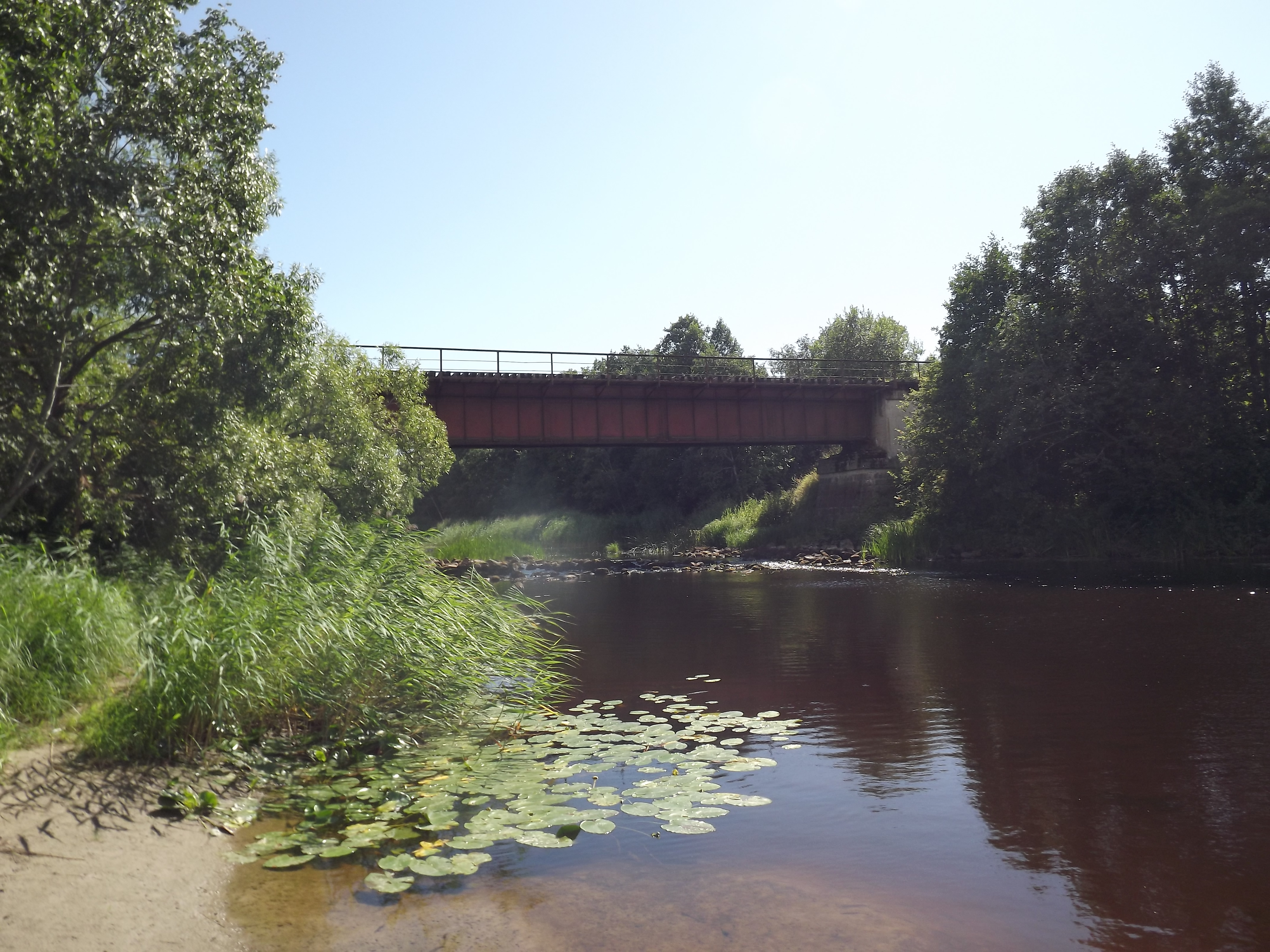
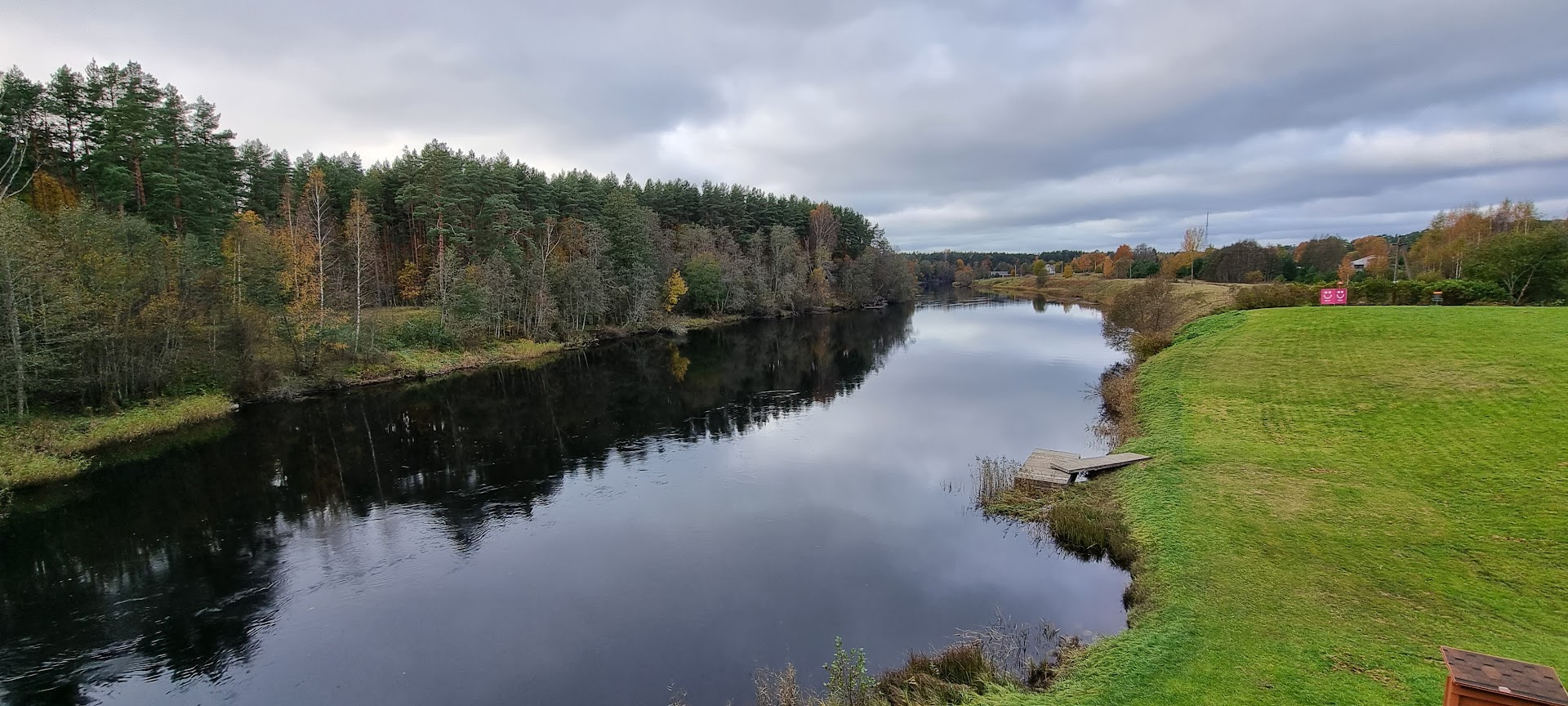

### Articles  connexes
- Liste des cours d'eau de l'Estonie
- Liste des cours d'eau de Lettonie